# Reconeixement militar

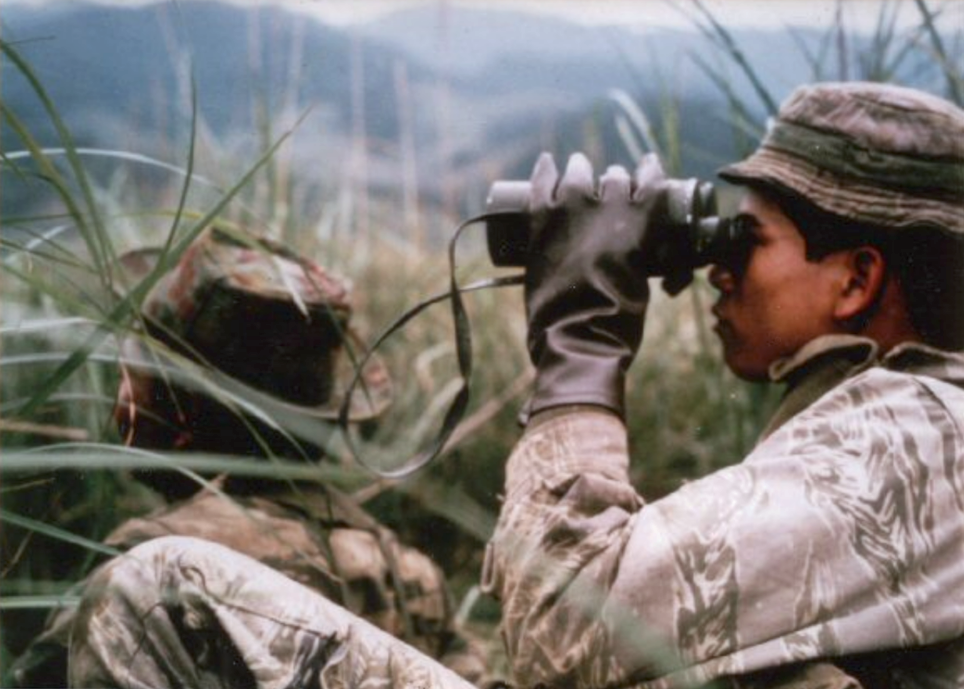
Escoltes muntanyencs durant la Guerra del Vietnam (1968).

El reconeixement és el terme militar utilitzat per a l'acció de recerca activa d'informació sobre un enemic o altres condicions mitjançant l'observació física. És part de la intel·ligència del combat. És diferent de l'observació o vigilància, que és una forma passiva d'adquirir informació. Entre els exemples de reconeixement militar es poden citar les patrulles d'infanteria, el reconeixement marítim, mitjançant submarins, el reconeixement aeri, o situar llocs de reconeixement encoberts. El reconeixement també ho poden dur a terme satèl·lits o avions no tripulats. L'espionatge no se sol incloure en aquesta categoria, per no tractar-se de militars uniformats sinó de civils entre les línies enemigues. La paraula deriva del francès mitjà reconoissance.
El reconeixement amb foc (o foc especulatiu) és l'acte de disparar a les posicions probables de l'enemic per fer que la força enemiga reveli la seva ubicació movent-se o retornant el foc.
Reconeixement per pressió, és una tàctica que s'aplica al regiment a nivell de divisió i es defineix com la localització i l'explotació ràpida de les debilitats de l'enemic. És la capacitat de determinar les posicions de l'enemic i crear buits explotables per on poden passar les forces amigues evitant obstacles i punts forts.
Es va documentar un exemple de llibre de text d'atracció de reconeixement durant la Desembarcaments de Tinian de la Segona Guerra Mundial, utilitzat pel Batalló de Reconeixement Amfibi del Cos de Marines dels Estats Units , del V Cos Amfibi. La fotografia aèria i la confirmació per part de les seccións de reconeixement amfibi van determinar que els defensors japonesos havien ignorat en gran part les platges del nord de l'illa, centrant la major part del seu esforç defensiu a les platges del sud-oest que eren més. favorable per a un desembarcament amfibi. Les forces nord-americanes van canviar ràpidament la seva ubicació de desembarcament a les platges del nord i van planificar una petita i precipitada operació "engany" a la platja del sud, que va resultar en una completa sorpresa per a les forces japoneses. Com a resultat, les forces nord-americanes van poder lluitar contra la força japonesa a terra, on tenien l'avantatge, provocant pèrdues lleugeres i una batalla relativament curta que va durar només 9 dies.